# Міхалово (Плонський повіт)
Міхалово (пол. Michałowo) — село в Польщі, у гміні Нарушево Плонського повіту Мазовецького воєводства.
Населення — 86 осіб (2011).
У 1975—1998 роках село належало до Цехановського воєводства.

## Демографія
Демографічна структура станом на 31 березня 2011 року:
|          | Загалом | Допрацездатний вік | Працездатний вік | Постпрацездатний вік |
| -------- | ------- | ------------------ | ---------------- | -------------------- |
| Чоловіки | 46      | 7                  | 31               | 8                    |
| Жінки    | 40      | 11                 | 21               | 8                    |
| Разом    | 86      | 18                 | 52               | 16                   |